# Museo de Flash
El Museo de Flash es un museo ficticio que aparece en los cómics publicados por DC Comics. El museo está dedicado a los superhéroes que comparten el alias de Flash, con su enfoque principal en Barry Allen. Apareció por primera vez en la historia 'B' de The Flash # 154 (agosto de 1965), "Gangster Masquerade", creada por John Broome y Carmine Infantino.

## Historia ficticia
El museo ha sido destruido y posteriormente reconstruido varias veces durante las carreras de Barry Allen y Wally West. El museo estaba ubicado originalmente en Ciudad Central, pero se trasladó a Keystone City después de que Hunter Zolomon destruyera el original. El museo fue destruido por última vez en The Flash vol. 2, # 196 (mayo de 2003), y un museo reconstruido se muestra en The Flash vol. 2, # 208 (mayo de 2004). Después de la muerte del cuarto Flash (Bart Allen), se construyó una estatua de él con una vigilia a la luz de las velas en su memoria que se llevó a cabo poco después. La estatua de Bart fue vandalizada y luego destruida por Superman-Prime, quien le guarda rencor a Bart por su derrota inicial durante los eventos de Crisis infinita.
El museo presenta varias exhibiciones sobre Flash, incluidas sus batallas y su galería de enemigos. El museo también contiene una cinta de correr cósmica en funcionamiento, el dispositivo que permite a Flash viajar a otras dimensiones y a través del tiempo. Además de las exhibiciones, el Museo de Flash alberga un vasto almacenamiento de varios artefactos y armas que Flash ha encontrado. Dependiendo de la historia, algunas de estas armas son en realidad parte de exhibiciones públicas y ocasionalmente se usan durante una pelea.
El curador del museo desde su fundación es Dexter Myles, un ex actor de Shakespeare al que Barry Allen le dio el trabajo después de su ayuda para frustrar un robo. El museo está representado en JLA / Avengers # 1 (septiembre de 2003), y es el lugar de una batalla entre la Bruja Escarlata y Quicksilver contra Canario Negro, Escarabajo Azul y Hombre Halcón para recuperar la Varita de Watoomb, que se ganó por Los Vengadores después de que la Bruja usa su magia del caos para noquear a los otros luchadores.
En Justice League: Cry for Justice, Jay Garrick, Ray Palmer y Freddy Freeman llegan a un Museo Flash destruido donde se robaron tecnología de la cinta de correr cósmica y tres de los amigos de Jay murieron.

## Versiones futuras
- En el arco de la historia de los Teen Titans "Titans Tomorrow", ambientado diez años en el futuro, toda Keystone City se convierte en un enorme Museo Flash. El Impulso adulto usa el museo como escondite.[4]
- En la historia del "Azul Cobalto", se muestra que el Museo Flash existe en los siglos XXV y XX. En la era posterior, el museo contiene exhibiciones sobre los muchos Flashes de los 1,000 años anteriores. Los nuevos curadores son un par de robots llamados Dexter y Myles.[5]
- Varios años antes de que se formara la Legión de Superhéroes, el Museo Flash es un desastre abandonado. Esto se debe a que el actual presidente de la Tierra, Thawne, desprecia la línea genealógica de Allen. A pesar de esto, alberga la caminadora cósmica en funcionamiento.[6]

## Otras versiones

### Flashpoint
En la realidad de Flashpoint, Flash no es el superhéroe de Central City. En cambio, el héroe residente Citizen Cold tiene su propio museo.

## Apariciones en otros medios

### Televisión

#### Acción en vivo
- El Museo de Flash se menciona en la serie de televisión de acción real de CBS The Flash. En el episodio "Fast Forward", Barry Allen es lanzado 10 años hacia el futuro, donde Central City es gobernada por el brutal dictador Nicholas Pike. Allen es llevado a la sede de la resistencia, donde mantienen una habitación llena de artefactos Flash a los que se refieren como "el museo Flash". Entre los artefactos se encuentran los periódicos, la Máscara de Rasputin (del episodio "Honor entre ladrones"), el disfraz de Trickster, el disfraz de Ghostess, el disfraz de Nightshade (ambos del episodio "Ghost in the Machine") y una réplica del disfraz de Flash.
- El Museo de Flash se menciona en la serie de televisión de CW The Flash. Dexter Myles aparece en la serie. En el episodio "Cosas que no puedes superar", Barry Allen menciona que "no quiere que se construya un museo en [su] nombre", cuando se le pregunta si ayuda o no a la gente para la gloria. En el final de la temporada 1, "Fast Enough", cuando Barry retrocede en el tiempo, hay algunos destellos de eventos futuros, uno de ellos es el museo Flash. El museo se menciona en los episodios de la temporada 5 "Nora" y "Blocked" y aparece en un flashback de "The Death of Vibe". Entre 2018 y 2024 se inaugurará el Museo Flash en el mismo edificio que los de S.T.A.R. Labs, con el Sr. Myles convirtiéndose en su curador. En algún momento antes de 2032, se construyó una sección llamada "Salón de los Villanos". Esta área incluía una amplia variedad de equipos que los enemigos de Flash habían usado, o en el caso de algunos artefactos, dispositivos que el Equipo Flash había desarrollado para derribarlos.

#### Animación
El Museo de Flash apareció en el episodio de Liga de la Justicia Ilimitada llamado “Flash and Substance”. Al igual que en los cómics, fue destruido durante la batalla entre Flash, Batman, Orión y varios miembros de la galería de villanos de Flash. En el frente del museo fue construida una estatua enorme de Flash. Entre las exhibiciones se puede encontrar el casco de Jay Garrick, el traje de Kid Flash y un globo terráqueo con un Flash y Superman en miniatura corriendo alrededor junto a una placa que dice “El hombre más rápido con vida” como referencia al episodio de Superman: La serie animada en donde se presentó a esta versión de Flash.

### Película
En la película animada Justice League: The Flashpoint Paradox, el Museo Flash aparece atacado por Capitán Frío, Top, Capitán Bumerang, Heat Wave y Mirror Master. Sin embargo, el Profesor Zoom traiciona a los villanos y les coloca bombas que no se pueden quitar. La trama se frustra cuando llega la Liga de la Justicia y logra deshacerse de las bombas de cada uno de los villanos.

### Videojuegos
El Museo de Flash aparece en DC Universe Online.

### Tiras cómicas
En una historia de la tira cómica Funky Winkerbean, el Museo Flash en Central City es un destino para un viaje sorpresa planeado para Darrin, un personaje principal.